# Copa Chile 1993
La Copa Chile 1993, fue la 23ª edición del torneo Copa Chile. El torneo concluyó el 24 de mayo con la victoria de Unión Española sobre Cobreloa por 3-1.

## Fase de grupos

### Grupo A
| Pos | Equipo               | PJ | PG | PE | PP | GF | GC | Dif | Pts |
| --- | -------------------- | -- | -- | -- | -- | -- | -- | --- | --- |
| 1   | Cobreloa             | 10 | 5  | 3  | 2  | 15 | 10 | +5  | 12  |
| 2   | Cobresal             | 10 | 2  | 7  | 1  | 17 | 9  | +8  | 10  |
| 3   | Deportes Antofagasta | 10 | 2  | 5  | 3  | 13 | 13 | 0   | 10  |
| 4   | Deportes Iquique     | 10 | 4  | 3  | 3  | 15 | 19 | -4  | 10  |
| 5   | Deportes Arica       | 10 | 3  | 3  | 4  | 13 | 12 | +1  | 7   |
| 6   | Regional Atacama     | 10 | 2  | 3  | 5  | 16 | 26 | -10 | 7   |

### Grupo B
| Pos | Equipo             | PJ | PG | PE | PP | GF | GC | Dif | Pts |
| --- | ------------------ | -- | -- | -- | -- | -- | -- | --- | --- |
| 1   | Deportes La Serena | 10 | 6  | 3  | 1  | 22 | 10 | +12 | 17  |
| 2   | Everton            | 10 | 4  | 4  | 2  | 25 | 11 | +14 | 14  |
| 3   | Coquimbo Unido     | 10 | 4  | 4  | 2  | 12 | 9  | +3  | 11  |
| 4   | Santiago Wanderers | 10 | 4  | 1  | 5  | 10 | 12 | -2  | 9   |
| 5   | Unión La Calera    | 10 | 1  | 5  | 4  | 11 | 21 | -10 | 6   |
| 6   | Unión San Felipe   | 10 | 1  | 3  | 6  | 7  | 21 | -14 | 4   |

### Grupo C
| Pos | Equipo               | PJ | PG | PE | PP | GF | GC | Dif | Pts |
| --- | -------------------- | -- | -- | -- | -- | -- | -- | --- | --- |
| 1   | Universidad de Chile | 10 | 6  | 4  | 0  | 13 | 4  | +9  | 13  |
| 2   | Unión Española       | 10 | 5  | 2  | 3  | 18 | 9  | +9  | 11  |
| 3   | Magallanes           | 10 | 2  | 4  | 4  | 15 | 17 | -2  | 9   |
| 4   | Deportes Colchagua   | 10 | 1  | 4  | 5  | 3  | 10 | -7  | 4   |
| 5   | Deportes Melipilla   | 10 | 0  | 3  | 7  | 12 | 25 | -13 | 2   |

### Grupo D
| Pos | Equipo               | PJ | PG | PE | PP | GF | GC | Dif | Pts |
| --- | -------------------- | -- | -- | -- | -- | -- | -- | --- | --- |
| 1   | Colo-Colo            | 10 | 5  | 4  | 1  | 18 | 5  | +13 | 14  |
| 2   | Palestino            | 10 | 4  | 5  | 1  | 16 | 11 | +5  | 12  |
| 3   | Universidad Católica | 10 | 5  | 1  | 4  | 20 | 16 | +4  | 12  |
| 4   | Audax Italiano       | 10 | 3  | 4  | 3  | 12 | 20 | -8  | 9   |
| 5   | Deportes Santa Cruz  | 10 | 3  | 1  | 6  | 12 | 22 | -10 | 6   |

### Grupo E
| Pos | Equipo              | PJ | PG | PE | PP | GF | GC | Dif | Pts |
| --- | ------------------- | -- | -- | -- | -- | -- | -- | --- | --- |
| 1   | O'Higgins           | 10 | 4  | 4  | 2  | 16 | 7  | +9  | 12  |
| 2   | Deportes Concepción | 10 | 3  | 6  | 1  | 12 | 10 | +2  | 12  |
| 3   | Ñublense            | 10 | 3  | 4  | 3  | 13 | 10 | +3  | 10  |
| 4   | Rangers             | 10 | 3  | 3  | 4  | 10 | 13 | -3  | 9   |
| 5   | Lota Schwager       | 10 | 0  | 2  | 8  | 3  | 24 | -21 | 1   |

### Grupo F
| Pos | Equipo                | PJ | PG | PE | PP | GF | GC | Dif | Pts |
| --- | --------------------- | -- | -- | -- | -- | -- | -- | --- | --- |
| 1   | Deportes Temuco       | 10 | 7  | 3  | 0  | 25 | 6  | +19 | 19  |
| 2   | Huachipato            | 10 | 3  | 4  | 3  | 11 | 9  | +2  | 9   |
| 3   | Deportes Puerto Montt | 10 | 4  | 2  | 4  | 10 | 10 | 0   | 9   |
| 4   | Provincial Osorno     | 10 | 4  | 3  | 3  | 9  | 11 | -2  | 9   |
| 5   | Fernández Vial        | 10 | 3  | 1  | 6  | 13 | 22 | -9  | 7   |

## Segunda fase

### Grupo 1
| Pos | Equipo             | PJ | PG | PE | PP | GF | GC | Dif | Pts |
| --- | ------------------ | -- | -- | -- | -- | -- | -- | --- | --- |
| 1   | Everton            | 6  | 4  | 0  | 2  | 13 | 13 | 0   | 9   |
| 2   | Colo-Colo          | 6  | 2  | 1  | 3  | 11 | 9  | +2  | 6   |
| 3   | Deportes La Serena | 6  | 2  | 2  | 2  | 7  | 8  | -1  | 5   |
| 4   | Cobresal           | 6  | 1  | 3  | 2  | 8  | 9  | -1  | 4   |

### Grupo 2
| Pos | Equipo               | PJ | PG | PE | PP | GF | GC | Dif | Pts |
| --- | -------------------- | -- | -- | -- | -- | -- | -- | --- | --- |
| 1   | Universidad de Chile | 6  | 4  | 0  | 2  | 18 | 10 | +8  | 11  |
| 2   | Deportes Temuco      | 6  | 4  | 0  | 2  | 12 | 8  | +4  | 9   |
| 3   | Palestino            | 6  | 3  | 1  | 2  | 10 | 7  | +3  | 7   |
| 4   | Ñublense             | 6  | 0  | 1  | 5  | 6  | 21 | -15 | 0   |

### Grupo 3
| Pos | Equipo              | PJ | PG | PE | PP | GF | GC | Dif | Pts |
| --- | ------------------- | -- | -- | -- | -- | -- | -- | --- | --- |
| 1   | Unión Española      | 6  | 3  | 2  | 1  | 13 | 5  | +8  | 9   |
| 2   | Coquimbo Unido      | 6  | 2  | 3  | 1  | 8  | 12 | -4  | 6   |
| 3   | Huachipato          | 6  | 2  | 1  | 3  | 7  | 8  | -1  | 5   |
| 4   | Deportes Concepción | 6  | 0  | 4  | 2  | 5  | 8  | -3  | 3   |

### Grupo 4
| Pos | Equipo               | PJ | PG | PE | PP | GF | GC | Dif | Pts |
| --- | -------------------- | -- | -- | -- | -- | -- | -- | --- | --- |
| 1   | Cobreloa             | 6  | 4  | 0  | 2  | 13 | 6  | +7  | 10  |
| 2   | Deportes Antofagasta | 6  | 3  | 2  | 1  | 11 | 5  | +6  | 8   |
| 3   | O'Higgins            | 6  | 3  | 2  | 1  | 11 | 10 | +1  | 7   |
| 4   | Universidad Católica | 6  | 0  | 1  | 5  | 9  | 23 | -14 | 1   |

## Semifinales
Reunión doble en Estadio Nacional, Santiago
| 21 de mayo de 1993 | Unión Española | 4:2 | Everton | Estadio Nacional, Santiago |  |

- Clasifica: Unión Española.

| 21 de mayo de 1993 | Universidad de Chile | 0:0 (4:5 p.) | Cobreloa | Estadio Nacional, Santiago |  |

- Clasifica: Cobreloa.

## Final
| 23 de mayo de 1993 18:00 h | Unión Española                        | 3:1 | Cobreloa  | Estadio Nacional, Santiago                                              |                                                                         |
|                            | Sierra 70' · Vega 86' · Sánchez 90+1' |     | Jaque 87' | Asistencia: 12.289 espectadores Árbitro(s): Salvador Imperatore (Chile) | Asistencia: 12.289 espectadores Árbitro(s): Salvador Imperatore (Chile) |

| Unión Española 3                | Cobreloa 1                                                             |
| ------------------------------- | ---------------------------------------------------------------------- |
| Eduardo Azargado                | Enrique Berríos                                                        |
| Richard Valenzuela              | Hugo González                                                          |
| Juan Carlos González            | Pedro Jaque 87'                                                        |
| Mario Lucca                     | Héctor Puebla                                                          |
| Mauro Donoso                    | Fernando Cornejo 58'                                                   |
| Mario Salas                     | Norberto Retamar                                                       |
| José Luis Sierra 70'            | Marcelo Miranda Díaz 76'                                               |
| Ricardo Perdomo                 | Miguel Rojas                                                           |
| Marcelo Vega 86'                | Jaime Vera                                                             |
| Juan Castillo 77'               | Marco Antonio Figueroa                                                 |
| José Luis Sánchez 90+1'         | Marcelo Álvarez 69'                                                    |
| DT: Nelson Acosta               | DT: José Sulantay                                                      |
| Cambios: · Claudio Figueroa 77' | Cambios: · Ramón Pérez 58' · Juan Covarrubias 76' · Pedro González 69' |

## Campeón
|                          |
| Bicampeón Unión Española |
| 2.° título               |
|                          |

## Goleadores
| Jugador                | Equipo          | Goles |
| ---------------------- | --------------- | ----- |
| Cristián Montecinos    | Deportes Temuco | 15    |
| Juan Carreño           | Everton         | 13    |
| José Luis Sánchez      | Unión Española  | 11    |
| Carlos Gustavo de Luca | O'Higgins       | 10    |
| Rafael Bianchi         | Everton         | 10    |